# Chrysophyllum papuanicum
Chrysophyllum papuanicum är en tvåhjärtbladig växtart som först beskrevs av Jean Baptiste Louis Pierre och Marcel Marie Maurice Dubard, och fick sitt nu gällande namn av Adriaan van Royen. Chrysophyllum papuanicum ingår i släktet Chrysophyllum och familjen Sapotaceae.
Artens utbredningsområde är Papua Nya Guinea. Inga underarter finns listade i Catalogue of Life.